# UKáčko.tv
UKáčko.tv je internetová televize studentů Univerzity Karlovy v Praze, která zahájila vysílání v roce 2009. Funguje pod hlavičkou UK Media z.s. Vytváří reportáže z univerzitního a studentského prostředí, z dění na univerzitě a v kultuře, rozhovory se zajímavými osobnostmi, natáčí recenze, návody, ale i videa pro pobavení. Od svého vzniku uveřejnila přes 130 videí.

## Vznik a vývoj
Koncept online televize vznikl v roce 2009. Původním záměrem bylo vytvoření platformy pro natáčení video obsahu pro články na e-zinu UKáčko.cz. Postupem času se televize a její tvorba začala osamostatňovat a v současnosti tvoří samostatné médium v rámci spolku UK media.  
Projekt studentské televize se v minulosti sice potýkal s nestabilitou, ale postupně se vypracoval. Současný tým je funkční od začátku akademického roku 2014/2015. Je tvořen studenty z různých fakult (FSV, PF, PedF, FHS,  KTF, …).

## Popis
Účelem studentské televize je setkávání studentů se zájmem o audiovizuální tvorbu a jejich vzdělávání. UKáčko.tv neusiluje o tvorbu profesionálního zpravodajství, snaží se spíše o informování studentů o různorodosti a možnostech, které studentský život nabízí, zábavu a praktické informování lehce stravitelnou formou. 
Jakožto internetová televize je UKáčko.tv dostupné zejména na YouTube kanálu, případně na sociálních sítích. Webové stránky jsou připraveny ke spuštění na konci roku 2015. Cílovou skupinou je cca 60 000 studentů a zaměstnanců UK.
UKáčko.tv je jedním z médií fungujících pod mateřskou organizací UK media, společně s portálem UKáčko.cz, časopisem z Právnické fakulty Paragraf a internetovým časopisem studentů FFakt.